# 田有年
田有年（？—17世紀），字孫若，號孺儁，晚號迂叟，南直隸安慶府宿松縣人，明朝、南明政治人物。

## 生平
田有年是崇禎十三年（1640年）的進士，在殿試時召對稱旨，獲授兵部職方主事，監督河工有政蹟。遷任員外郎，為兵荒籌劃，多次上奏崇禎帝；其後擔任御史巡按貴州，改任浙江參議，處理郵驛和刑獄，餘暇時召集生童教學，刊刻《大觀集》造就人才。
弘光年間田有年調任貴州驛傳副使，入朝受賞時自陳歸養母親劉氏，於是回鄉建築清胎館，與弟弟歲貢方逢年以詩文自娛，不夠六十歲就去世，有《制義毛詩箋疏》、《十三經纂註》流傳。

## 引用
1. ↑  《崇祯十三年庚辰科进士三代履历》：田有年，曾祖荆，省祭冠带；祖种玉，耆德乡饮；父可登，邑庠生。孺儁，诗二房，甲寅年二月十八日生，宿松县人，癸酉六名，会试一百七十九名，二甲十一名，钦授兵部职方司主事。
2. 1 2  錢海岳《南明史·卷三十五·列傳第十一》：（弘光）時貴州司道可紀者：……田有年，字孫若，宿嵩人。崇禎十三年進士。授兵部主事，以御史巡按貴州，遷浙江參議，調貴州驛傳副使。弟逢年，字力之，歲貢。不應清召。
3. ↑  四庫全書《江南通志·卷一百六十七·人物志》：田有年，字孫若，宿松人，崇禎庚辰進士。累官浙江驛傳副使，署臬政舉之暇，召生童課藝，刻《大觀集》造就人才，入覲乞終養，築清胎館，與弟逢年詩文倡和，著《毛詩箋疏》、《十三經纂注》。
4. ↑  康熙《安慶府志·卷十五·人物志》：田有年 字孫若，崇禎庚辰進士，殿試高第，召對稱旨，授職方主事，督河工著蹟。遷郎，時兵荒洊告，有年籌度幾務，多所陳奏，上每改容禮之。轉浙江驛傳副使，尋署臬篆，疏郵煩、理冤獄，暇召生童課藝，刻《大觀集》得人甚多；入覲受覃恩，陳情曰：「臣少孤家貧，非母劉無以至今日。臣母老矣，願乞終養。」遂解綬歸，築清貽館，自號迂叟，與弟逢年以詩文倡和南臺，未六十卒。著《制義毛詩箋疏》、《十三經纂註》行世。